# Hechinoschema spinosa
Hechinoschema spinosa är en skalbaggsart som beskrevs av Thomson 1857. Hechinoschema spinosa ingår i släktet Hechinoschema och familjen långhorningar.
Artens utbredningsområde är Bangladesh. Inga underarter finns listade i Catalogue of Life.